# Saitoella
Saitoella är ett släkte av svampar. Saitoella ingår i familjen Protomycetaceae, ordningen Taphrinales, klassen Taphrinomycetes, divisionen sporsäcksvampar och riket svampar.
|           | Protomyces                             |
|           |                                        |
|           | Taphridium                             |
|           |                                        |
|           | Volkartia                              |
|           |                                        |
|           | Buerenia                               |
|           |                                        |
|           | Protomycopsis                          |
|           |                                        |
| Saitoella | \| \| Saitoella complicata \| \| \| \| |
|           | \| \| Saitoella complicata \| \| \| \| |
|           | Saitoella complicata                   |
|           |                                        |

|  | Saitoella complicata |
|  |                      |

## Bildgalleri

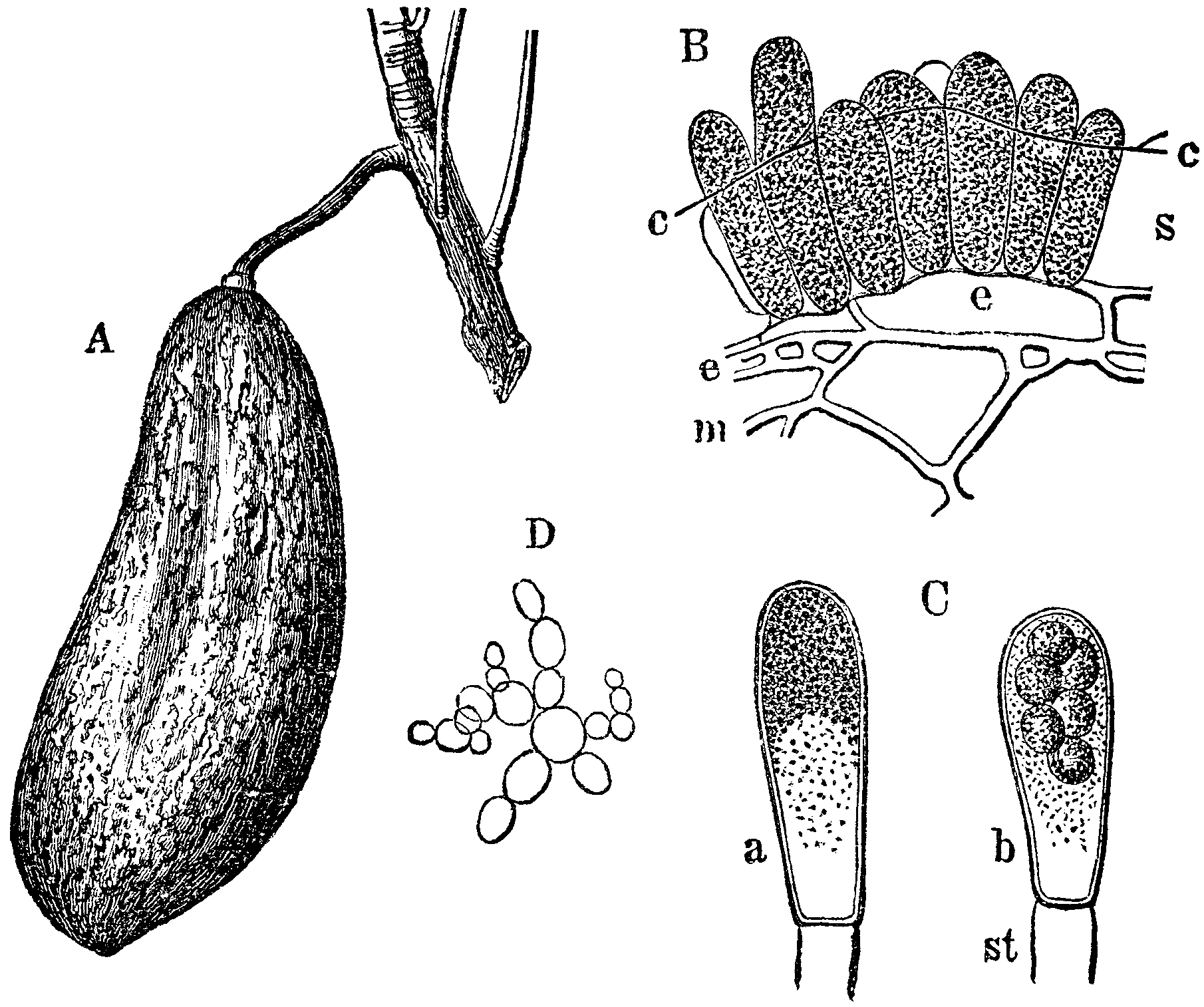